# 若林健史
若林 健史（わかばやし けんじ）は、日本の歯科医師。歯学博士。日本歯周病学会認定の歯周病専門医であり指導医でもある。東京都渋谷区恵比寿南にある若林歯科医院院長・日本歯周病学会理事。
ペリオドンタルシンドロームを日本臨床歯周病学会を通し発起人として提唱した。

## 略歴
- 1982年 - 日本大学松戸歯学部卒業し、若林歯科医院勤務（東京都練馬区）。
- 1984年～89年 - MTMコースインストラクター。
- 1989年 -  開業
- 1990年～ - 臨床家のための実践歯周病研修会講師。
- 1994年 - 日本歯周病学会認定歯周病専門医取得。
- 1997年～ - 米国歯周病学会会員。
- 2004年～ - 日本大学松戸歯学部歯周治療学教室非常勤医員。
- 2006年～ - 盛岡社会福祉専門学校非常勤講師。
- 2007年～ - 日本臨床歯周病学会認定医・指導医、日本臨床歯周病学会理事、日本歯周病学会評議員、日本顎咬合学会会員・日本抗加齢医学会会員、渋谷区歯科医師会学術委員会委員。
- 2008年～ - 日本歯周病学会指導医。
- 2011年～ - 広島デンタルアカデミー非常勤講師。
- 2013年～ - 日本歯周病学会理事、日本臨床歯周病学会副理事長、日本アンチエイジング歯科学会認定医、メディカルアロマコーディネーター。
- 2016年3月25日 - 日本大学大学院松戸歯科研究科歯学専攻にて博士（歯学）の学位を取得。
- 2016年4月2日 - 東京都港区南青山に「オーラルケアクリニック青山」を開院。
- 4月1日 - 日本臨床歯周病学会副理事長を退任して日本臨床歯周病学会会員に。

歯周病に対する治療を行っており、日本顎咬合学会、日本アンチエイジング歯科学会、目白歯周病学研究会、モリタ、ジーシーなどの団体にて講演・セミナーを行っている。

### 歯周病専門医若林歯科医院
1989年に東京都渋谷区恵比寿西にて若林歯科医院を開業、2014年に同恵比寿南に移転した。2009年5月14日には日本歯周病学会研修施設として登録（施設No.85）、2010年には日本臨床歯周病学会研修施設として登録されており、同院のセミナールームにて歯科医師や歯科衛生士向けのセミナーが開催される事がある。

## CM出演
- グラクソ・スミスクラインのポリデント、シュミテクト、ポリグリップ

## 著作
- 若林健史 著「接着・合着の実際 ビスタイトレジンセメント」、中尾勝彦、飯島国好 編『実力アップ 接着・合着』医歯薬出版〈隔月刊「補綴臨床」別冊〉、1995年8月。 NCID BN15739594。
- 若林健史 著「2 フォローアップシステムの実際 私のフォローアップシステム」、中尾勝彦、北川原健 編『口腔ケアのためのフォローアップシステム』医歯薬出版〈隔月刊「補綴臨床」別冊〉、1996年7月。 NCID BN15739233。
- 若林健史 他 著、中尾, 勝彦、安田, 登、高島, 昭博 編『Skill-up of Dental Practice 1 歯をまもる』医歯薬出版、2002年4月25日。ISBN 978-4-263-40811-7。 NCID BA57164056。
- 若林, 健史、有田, 博一、佐瀬, 聡良 ほか 編『見てわかる！　実践歯周治療』医歯薬出版〈月刊「デンタルハイジーン」別冊〉、2006年5月25日。 NCID BA77220127。
- 若林健史、飯野文彦『患者さんのための歯周病治療 歯周病を理解するために』口腔保健協会、2007年6月20日。ISBN 9784896052329。 NCID BA8316320X。
- 飯野文彦、若林健史 編『歯科医院のホスピタリティ チーム医療のススメ』口腔保健協会、2010年6月21日。ISBN 9784896052657。 NCID BB0278651X。
- 百瀬, 保、若林, 健史、中舘, 憲治 ほか 編『補綴・歯周・審美のためのMTMの活かし方』ヒョーロン・パブリッシャーズ〈日本歯科評論増刊号〉、2012年10月23日。 NCID BB10691598。
- 小森朋栄、塩浦有紀、児玉加代子、山口幸子、吉田エミ『歯科衛生士のためのインスツルメンテーション 解剖学的ポイントと臨床ケースからわかる納得のテクニック』協力 若林健史 他、ヒョーロン・パブリッシャーズ、2014年2月4日。 NCID BB14577878。
- 若林健史 著「第6章 その歯は抜くべきか? コラムトピックス 歯周治療〜抜歯の基準 抜歯基準について私はこう考える(1)」、野口俊英、林潤一郎 編『慢性疾患としての歯周病へのアプローチ　患者さんの生涯にわたるQOLに貢献するために』医歯薬出版、2014年2月20日。ISBN 978-4-263-44411-5。 NCID BB15131477。
- 総監修：若林健史・監修：小方頼昌 著、鎌田征之、 稲垣伸彦 編『聞くに聞けない歯周病治療100：「聞かぬは一生の恥」とならないための全100項目を解説！』デンタルダイヤモンド社、2018年3月1日。ISBN 978-4885103988。

## 所属団体
- 日本歯科医師会
  - 日本歯科医学会
    - 日本歯周病学会 理事[10]、指導医[11]、専門医[11]
    - 日本臨床歯周病学会 副理事長[12]、第26回大会長[13]、インプラント指導医[14]、認定医[15]
    - 日本顎咬合学会[10]

  - 東京都歯科医師会
    - 渋谷区歯科医師会[16]
- 日本アンチエイジング歯科学会 認定医[17]、メディカルアロマコーディネーター[18]
- 国際歯科学士会日本部会 フェロー[19]
- 目白歯周病学研究会[20]
- 日本抗加齢医学会[10]
- アメリカ歯周病学会[10]
- 日本大学松戸歯学部同窓会 学術委員長[21]

| 学職                                         | 学職                                                         | 学職                                     |
| -------------------------------------------- | ------------------------------------------------------------ | ---------------------------------------- |
| 先代 松下至宏 第25回 2007年 名古屋国際会議場 | 日本臨床歯周病学会年次大会 大会長 第26回 2008年 市川文化会館 | 次代 鎮守信弘 第27回 2009年 アクロス福岡 |